# ジョージ・フーシェ
ジョージ・ロバート・フーシェ（George Robert Fouche、1965年5月15日 - 2023年5月5日）は、南アフリカ共和国のプレトリア出身のカーレーシングドライバー。南アフリカの国際ドライバーの先駆けとなったことで知られている。
16歳でレースを始め、世界耐久選手権やル・マン24時間レースやデイトナ24時間レースなどで活躍した。また、全日本スポーツプロトタイプカー耐久選手権では、1985年から1991年まで参戦し、活躍した。ル・マン24時間レースには、1984年から1997年まで14回連続で参戦した。2005年までレース活動をしていたが、2005年で現役を引退している。

## 経歴
「ファスト・フーシェ」と呼ばれ、元南アフリカ人および国際モータースポーツのレースカードライバーであり、南アフリカのフォーミュラ1パワーボートのパイロットになる。  
父親のレンガ工場で育ったことから6歳のころにはブルドーザーを運転できるようになった。 モータースポーツへに関心をもつきっかけは8歳のときにレースでゴーカートを運転たことである。
16歳に南アフリカのモータースポーツから彼の最初の競技免許を取得し、公道での運転免許を取得する前にモータースポーツ競技を始めた。 
左目の上には大きな傷跡があり、これは南アフリカでのモータースポーツ事故に起因するものであると考えるヨーロッパや日本のレース関係者が多かった。しかし実際は彼の8歳の誕生日の出来事で、トラクターの運転を人に教えていたところ、トラクターが誤ってけいれんのように動いたためジョージが転倒。動き続けたタイヤが彼の頭の側面を乗り越えて行ったため、頭の周りの半分に大規模なカットを引き起こしたというのがその傷の事実であった。
彼はレースのため訪れる日本と、住居のある南アフリカを頻繁に旅することになったが、1987年11月28日に台湾から南アフリカに向かう途中のモーリシャスで墜落した南アフリカ航空295便に乗る予定になっていた。フーシェはケープタウンのヘルダーバーグで実際にこの便の予約を完了していたが、彼が乗る予定の日本から台湾への接続便が台風のため欠航し、行程がキャンセルとなっていたことで難を逃れた。 
2007年4月2日、彼は膵炎と誤診された穿孔性潰瘍に苦しんだ。 彼は南アフリカのプレトリアにあるモンタナ病院で63日間集中治療を受け、同年6月6日に退院。 
2023年5月5日、死去。57歳没。

## 国際レースのキャリア
1983年に、17歳でキャラミ 世界スポーツカー選手権 1000kmでレースをした。共同ドライバーのフランツ・コンラッドとキース・クローゼマイジャーとのクレーマー・レーシング・ポルシェCK5で走ったが、プッシュスタートにより失格となる。 
1989年の富士ロングディスタンスシリーズ第3戦でレース中に、ジョージはクラッシュしたばかりのオスカー・ララウリの燃えている車に出くわした。オスカーはまだ車の中にいたが、マーシャルが火災に対処する準備ができていなかったことに気づき、ジョージは車を止めてオスカーを救い出した。ジョージは最終的にこのレースを2位で終えた。ジョージは表彰台で、日本自動車連盟から即興の「ヒーロー賞」を受賞した。 
1992年10月の富士1000kmレースの予選では、彼の車のタイヤの1つが破裂し、280km/hでコンクリートの壁に真正面から衝突。ジョージの足は押しつぶされ、7ヶ月間松葉杖を使った生活を余儀なくされた。 
1993年、ジョージはイギリスのシルバーストーンサーキットでサソール ジョーダングランプリフォーミュラ1カーを試乗した。 

### ル・マン24時間レース
| 年     | チーム                                                              | コ・ドライバー                                    | 使用車両                | 周回     | クラス | 順位 | クラス順位 |
| ------ | ------------------------------------------------------------------- | ------------------------------------------------- | ----------------------- | -------- | ------ | ---- | ---------- |
| 1984年 | オーバーマイヤー・レーシング                                        | ユルゲン・ラシッグ ジョン・グラハム               | ポルシェ・956           | 147      | C1     | DNF  | DNF        |
| 1985年 | ポルシェ・クレマー・レーシング                                      | マリオ・ヒッテン サレル・ヴァン・デル・メルヴェ   | ポルシェ・956B          | 361      | C1     | 5位  | 5位        |
| 1986年 | ダノン ポルシェ エスパーニャ ジョン・フィッツパトリック・レーシング | エミリオ・デ・ヴィロタ フェルミン・ベレス         | ポルシェ・956B          | 349      | C1     | 4位  | 4位        |
| 1987年 | ポルシェ・クレマー・レーシング                                      | フランツ・コンラット ウェイン・テイラー           | ポルシェ・962C          | 327      | C1     | 4位  | 4位        |
| 1988年 | レイトンハウス・クレマー・レーシング                                | クリス・ニッセン ハラルド・グロース               | ポルシェ・962C          | 371      | C1     | 8位  | 8位        |
| 1989年 | ポルシェ・クレマー・レーシング                                      | 岡田秀樹 関谷正徳                                 | ポルシェ・962CK6        | 42       | C1     | DNF  | DNF        |
| 1990年 | トラスト・レーシングチーム                                          | スティーブン・アンドスカー 粕谷俊二               | ポルシェ・962C          | 330      | C1     | 13位 | 13位       |
| 1991年 | クラージュ・コンペティション トラスト・レーシングチーム             | スティーブン・アンドスカー                        | ポルシェ・962C          | 316      | C2     | DNF  | DNF        |
| 1992年 | トラスト・レーシングチーム                                          | ステファン・ヨハンソン スティーブン・アンドスカー | トヨタ・92C-V           | 336      | C2     | 5位  | 1位        |
| 1993年 | ニッソー トラスト・レーシング                                       | エイエ・エリジュ スティーブン・アンドスカー       | トヨタ・93C-V           | C2       | 358    | 6位  | 2位        |
| 1994年 | ニッソー トラスト・レーシング                                       | スティーブン・アンドスカー ボブ・ウォレク         | トヨタ・94C-V           | LMP1/C90 | 328    | 4位  | 2位        |
| 1996年 | クレマー・レーシング                                                | スティーブ・フォセット スタンレー・ディケンズ     | クレマー・K8 スパイダー | 58       | LMP1   | DNF  | DNF        |
| 1997年 | ニューカッスル・ユナイテッド・リスター                              | ジェフ・リース ティフ・ニーデル                   | リスター・ストーム・GTL | 21       | LMGT1  | DNF  | DNF        |

### 世界スポーツカー選手権（ヨーロッパ）
|                          | 1983 | 1984 | 1985 | 1986 | 1987 | 1988 | 1989 | 1990 | 1991 |
| ------------------------ | ---- | ---- | ---- | ---- | ---- | ---- | ---- | ---- | ---- |
| ポイント                 | 0    | 0    | 0    | 16   | 10   | 0    | 17   | 0    | 12   |
| チャンピオンシップランク | なし | なし | なし | 29位 | 34位 | なし | 25位 | なし | 27位 |

### 全日本スポーツプロトタイプ選手権（日本）
|                          | 1985 | 1986 | 1987 | 1988 | 1989 | 1990 | 1991 |
| ------------------------ | ---- | ---- | ---- | ---- | ---- | ---- | ---- |
| ポイント                 | 6    | 0    | 0    | 17   | 55   | 47   | 52   |
| チャンピオンシップランク | 29位 | なし | なし | 20位 | 3位  | 5位  | 8位  |

### 富士ロングディスタンスシリーズ
| 1985         | ラウンド1 | ラウンド2 | ラウンド3                   | ラウンド4                   |
| ------------ | --------- | --------- | --------------------------- | --------------------------- |
| コドライバー | なし      | なし      | ヴァーン・シュパン 鈴木恵一 | ヴァーン・シュパン 鈴木恵一 |
| ポジション   | なし      | なし      | 6位                         | 6位                         |

| 1986         | ラウンド1                   | ラウンド2                   | ラウンド3                   | ラウンド4 |
| ------------ | --------------------------- | --------------------------- | --------------------------- | --------- |
| コドライバー | ヴァーン・シュパン 鈴木恵一 | ヴァーン・シュパン 鈴木恵一 | ヴァーン・シュパン 鈴木恵一 | なし      |
| ポジション   | DNF /エンジン               | 1位                         | 6位                         | なし      |

| 1987         | ラウンド1 | ラウンド2 | ラウンド3            | ラウンド4 |
| ------------ | --------- | --------- | -------------------- | --------- |
| コドライバー | なし      | なし      | フランツ・コンラッド | なし      |
| ポジション   | なし      | なし      | 12                   | なし      |

| 1988         | ラウンド1           | ラウンド2                | ラウンド3          | ラウンド4          |
| ------------ | ------------------- | ------------------------ | ------------------ | ------------------ |
| コドライバー | ヴァーン・シュパン  | ヴァーン・シュパン       | ヴァーン・シュパン | ヴァーン・シュパン |
| ポジション   | DNF /エレクトリック | DNF /エンジン 最速ラップ | DNF /エンジン      | 10                 |

| 1989         | ラウンド1                  | ラウンド2                  | ラウンド3                  | ラウンド4                  |
| ------------ | -------------------------- | -------------------------- | -------------------------- | -------------------------- |
| コドライバー | スティーブン・アンドスカー | スティーブン・アンドスカー | スティーブン・アンドスカー | スティーブン・アンドスカー |
| ポジション   | DNF /ハブベアリング        | 2位                        | 2位                        | 2位                        |

| 1990         | ラウンド1                  | ラウンド2                           | ラウンド3                  | ラウンド4                  |
| ------------ | -------------------------- | ----------------------------------- | -------------------------- | -------------------------- |
| コドライバー | スティーブン・アンドスカー | スティーブン・アンドスカー 粕谷俊二 | スティーブン・アンドスカー | スティーブン・アンドスカー |
| ポジション   | 3位                        | 悪天中止                            | 2位                        | DNF /エンジン              |

### IMSA
彼は1993年の第二ラウンドに出場しと一緒にマイアミのIMSAシリーズウェイン・テイラーイントレピッドRM1シボレーGTPインチ 彼らは5位に終わった。 
彼はまた、1994年に出場デイトナ24時間レースと並んでにロータスエスプリS300を駆動する仲間の南アフリカ人、ヒルトンCowieとステファン・ワトソンGTUのクラス。 354ラップで、車はエンジンの故障に見舞われた。

## 南アフリカのレース歴
- F1パワーボート（南アフリカ）
- サスカ 2000年チャンピオン[13]
- Wesbank V8
- フォーミュラアトランティック

ジョージは、1983年に南アフリカのフォーミュラアトランティックチャンピオンシップに出場し 、1984年にヨーロッパで開催された世界スポーツカーチャンピオンシップで国際的なキャリアを始めた。 
- グループワンレーシング
- グループN
- フォーミュラフォード
- ラリー

## レース後のキャリア
乾癬と湿疹を管理するための光線療法機器を製造および販売しているDermalamp South Africaを所有していた。